# Relaciones Bosnia y Hercegovina-Perú
Las relaciones entre Bosnia y Herzegovina y Perú se refieren a las relaciones bilaterales entre las naciones de Bosnia y Herzegovina y Perú. Ambos países son miembros de las Naciones Unidas.
Antes de la independencia de Bosnia, Perú mantenía cálidas relaciones con el estado predecesor de Bosnia, Yugoslavia.

## Historia
Bosnia y Herzegovina y Perú establecieron relaciones diplomáticas el 23 de enero de 1998 y por consiguiente, la embajada peruana en Belgrado pasó a estar acreditada en el país. Tras el cierre de la embajada en 2006, la embajada en Bucarest pasó a estar acreditada en su lugar. La embajada de Bosnia en Washington D. C., está acreditada en Perú.
El gobierno bosnio ha apoyado reiteradamente las candidaturas del Perú a los consejos de las Naciones Unidas, como los de la Organización Marítima Internacional, la UNESCO y el Comité contra las Desapariciones Forzadas, así como a la Comisión de Derecho Internacional.
En 2021, Perú estableció un consulado itinerante en Sarajevo.
Ambos países se ven afectados por grupos del crimen organizado, como el grupo Serbio América, que opera en los Balcanes y ha dado lugar al menos a un arresto en el norte de Perú en el que está involucrada la Interpol.

## Visitas de alto nivel
Visitas de alto nivel de Bosnia y Herzegovina a Perú
- Ministro de Asuntos Exteriores Mladen Ivanić (2004)

## Comercio
El comercio entre ambos países se vio afectado negativamente por el cierre de la embajada peruana en Belgrado. En 2005, las exportaciones peruanas fueron valoradas en US$ 400.000 y en 2006 en US$ 2 millones. En 2007, esta cifra se redujo a cero, ya que Perú no exportó ningún bien ese año, así como en 2009, 2011, 2013, 2014 y 2016. En contraste, las exportaciones bosnias, principalmente filtros de lubricantes y carburadores y calzado, aumentaron de manera constante hasta 2016, llegando a un valor de más de US$ 700.000.
La inversión bosnia en Sudamérica es baja, y Perú ocupa el cuarto lugar en exportaciones en 2016. Bosnia y Herzegovina exporta polímeros de cloruro de vinilo, calzado de caucho, centrifugadoras y otros productos para el hogar. Perú contribuye con el 1% de las importaciones al país balcánico, importando harina de huesos (43% del total de importaciones), semillas (18,7%), legumbres (10%), plátanos (5,3%), moluscos (5,2%), etc.

## Misiones diplomáticas residentes
- Bosnia y Herzegovina está acreditada ante Perú desde su embajada en Washington D. C.
- Perú está acreditado ante Bosnia y Herzegovina desde su embajada en Bucarest.